# Stepan Wajda
Stepan Nikołajewicz Wajda (ros. Степан Николаевич Вайда, cz. Stěpan Vajda; ur. 17 stycznia 1922 na Zakarpaciu, zm. 6 kwietnia 1945 w Tworkowie) – czechosłowacki żołnierz narodowości ukraińskiej, nauczyciel, porucznik czechosłowackich formacji wojskowych w ZSRR, Bohater Związku Radzieckiego.

## Życiorys
Po ukończeniu seminarium nauczycielskiego w Mukaczewie rozpoczął pracę w jednej z tamtejszych szkół, w charakterze nauczyciela. Po zajęciu Rusi Zakarpackiej przez Węgry w listopadzie 1938 emigrował do Polski, a później do ZSRR.
W lutym 1942 wstąpił do 1 Czechosłowackiego Samodzielnego Batalionu Piechoty, organizowanego w Buzułuku przez pułkownika Ludvíka Svobodę. Następnie dowodził plutonem, kompanią i w końcu 2. batalionem czołgów 1 Czechosłowackiej Samodzielnej Brygady Pancernej. W czasie walk o sforsowanie rzeki Odry i uchwycenie przyczołka w rejonie Tworkowa zniszczył 12 pojazdów bojowych wroga, w tym czołgi i działa pancerne. Poległ 6 kwietnia 1945 w czasie walk o Tworków. Został zastrzelony przez snajpera.
Pośmiertnie awansowany na kapitana oraz 10 sierpnia 1945 wyróżniony tytułem Bohatera ZSRR i odznaczony Złotą Gwiazdą i Orderem Lenina. Za życia był odznaczony Orderem Sławy.
9 maja 1967 w Łużyckiej Brygadzie WOP z okazji święta narodowego Czechosłowacji odbyła się uroczystość nadania imienia kapitana Stepana Wajdy strażnicy WOP w Porajowie.
W Raciborzu znajduje się Przedszkole nr 23, którego patronem jest kpt. Stefan Vajda.